# فیزیک فراتر از مدل استاندارد
فیزیک فراتر از مدل استاندارد عبارت است از توسعه‌های نظری که برای توضیح کاستی‌های مدل استاندارد در فیزیک ذرات بنیادی مورد نیاز هستند. برخی از این مسائل عبارتند از: سرمنشأ جِرم، مسئلهٔ سی‌پی قوی، نوسان نوترینو، عدم تقارن ماده ـ ضدماده و ماهیت مادهٔ تاریک و انرژی تاریک.

یکی دیگر از مشکلات مدل استاندارد در چارچوب ریاضیِ آن است. مدل استاندارد با نظریهٔ نسبیت عام سازگاری ندارد، تا حدی که یک یا هردوی این نظریه‌ها تحت شرایط خاصی (مثلاً در تکینِگی‌های شناخته‌شدهٔ فضازمان، مانند مه‌بانگ و افق رویداد سیاهچاله‌ها) می‌شکنند.

نظریه‌هایی که فراتر از مدل استاندارد قرار می‌گیرند شامل توسعه‌های مختلف مدل استاندارد با استفاده از ابرتقارن (مانند مدل استاندارد ابرتقارنی مینیمال (MSSM) یا مدل استاندارد ابرتقارنی کنار مینیمال (NMSSM)) یا توضیحات کاملاً جدیدی همچون نظریهٔ ریسمان و نظریهٔ ام می‌شوند.